# Vítor Gameiro Pais
Vítor Sérgio Calapez Gameiro Pais (Lisboa, 19 de dezembro de 1961) é um escritor e poeta português.

## Biografia
Vítor Gameiro Pais nasceu em Lisboa mas viveu a sua infância em Angola, tendo regressado a Portugal em 1970. De profissão arquiteto, formado na Escola Superior de Belas Artes de Lisboa, em 1987; construiu uma carreira profissional de mais de trinta anos. Foi colaborador do arquiteto Eduardo Trigo de Sousa e do arquiteto Gonçalo Byrne, sendo hoje Diretor de Arquitetura do gabinete internacional de arquitetura Broadway Malyan.
De acordo com nota de badana do seu primeiro livro Filhos do Betão e do Aço o seu trabalho poético resulta de um amadurecimento lento e tranquilo que apenas nos últimos anos eclodiu numa escrita consciente e compulsiva. De então para cá, Vítor Gameiro Pais publicou várias obras literárias e realizou publicações online, nomeadamente poemas, video-poemas, haikus e contos.

## Obra literária
A sua primeira obra publicada, Filhos do Betão e do Aço, editado pela Eufeme em 2020, é um livro de poemas que explora temas urbanos e da artificialização das relações humanas.
Numa crítica à sua poesia, a escritora Yvette Centeno no n.º 14 da revista de poesia Eufeme:
| “ | A escrita poética de Vítor Pais, neste conjunto de novos poemas, embora as descreva, tenta recusar as rotinas do quotidiano que nos embalam, nos fazem adiar os dias, os tempos que seria de sobrevivência, se os chegássemos a viver como aventura que deveriam ser. Há um quê de Pessoano, de rebeldia à Álvaro de Campos, na ironia com que vai declamando que dia após dia, se não for agora será mais tarde. Estamos perante um conjunto de poemas mais realista do que modernista, em que a sensação de desalento atravessa o dizer do poema, qualificado com detalhe, tornando o verso numa quase narrativa que podia facilmente ser transformadas em pequena ficção, em ‘short story’, em miniconto. | ” |
|   | — Yvette Centeno, Eufeme, n.º 13. |   |

Em 2021, publicou vários haiku em versão trilíngue (português, croata e inglês), no número 15 da revista Iris, publicada pela associação Tri Rijeke, em Ivanić-Grad, na Croácia.
Fazedores de Areia, publicado em 2022 pela Glaciar Editora, é uma coletânea de dezasseis contos com nuances de realismo mágico e surrealismo onírico, onde são retratadas de forma irónica, por vezes poética, diversas profissões artísticas, com um estilo atento e crítico, entrelaçando humor e reflexão sobre a criação artística e a sociedade. É uma obra que se destaca pela sua imprevisibilidade e por um humor subtil, criando um universo literário que obedece apenas às suas próprias regras internas. O livro é ilustrado por Pedro Morais e tem um posfácio de Yvette Centeno.
Em 2024, Vítor Gameiro Pais publicou o seu primeiro romance, Agora, também editado pela Glaciar Editora. Trata-se da história de dois jovens, cada um em busca de afirmação no seu campo artístico, partilhando expectativas, frustrações e uma relação amorosa que se vai desvendando perante o leitor numa narrativa intimista que explora a complexidade do comportamento humano e as suas motivações mais profundas.

## Obras publicadas
- Filhos do betão e do aço, Eufeme, 2020 — poesia
- Fazedores de areia, Glaciar, 2022 — contos
- Agora, Glaciar, 2024 — romance